# Операция «Медакский карман»
Опера́ция «Ме́дакский карма́н» (хорв. Operacija «Medački džep», серб. Операција «Медачки џеп») была проведена армией Хорватии с целью ликвидировать «Медакский карман» — территорию Республики Сербская Краина, вклинивавшуюся в территорию Хорватии к югу от Госпича. В результате операции хорватской армией были взяты под контроль сербские сёла Дивосело, Читлук и Почитель.
Под давлением мирового сообщества операция хорватских войск была прекращена, и хорватские подразделения вернулись на позиции, которые они занимали до 9 сентября. Территорию «Медакского кармана» заняли миротворческие силы ООН, состоявшие из подразделений канадского полка лёгкой пехоты «Принцесса Патриция» и двух французских рот мотопехоты. Хотя канадские власти пытались это не афишировать, просочились сведения, что в ходе операции хорватские войска пытались препятствовать вхождению миротворцев и периодически вступали в боестолкновения с канадским миротворческим контингентом. Не потеряв ни одного человека (4 канадских миротворца были ранены), силы ООН нанесли существенный урон нападавшим хорватским солдатам — 27 из тех были убиты.

## Обвинения МТБЮ в адрес руководителей операции
В 2001—2003 гг. Международным трибуналом по бывшей Югославии были выдвинуты обвинения против руководителей операции — генералов Янко Бобетко, Рахима Адеми и Мирко Нораца. Суть обвинений сводилась к тому, что они не пресекли бесчинства подчинявшихся им солдат и офицеров хорватской армии в отношении мирного сербского населения (т. н. «командная ответственность»).
Рассмотрение дела генерала Бобетко было прекращено по причине его смерти в Загребе 29 апреля 2003 года. Дела Адеми и Нораца были переданы МТБЮ в суд Хорватии. В результате Рахим Адеми был полностью оправдан, а Мирко Норац, к тому моменту уже отбывающий 12-летнее тюремное заключение за военные преступления, совершенные им в Госпиче в 1991 году, был приговорён к ещё 7 годам лишения свободы.